# Austrodromia valdiviana
Austrodromia valdiviana är en tvåvingeart som beskrevs av Philippi 1865. Austrodromia valdiviana ingår i släktet Austrodromia och familjen puckeldansflugor. Inga underarter finns listade i Catalogue of Life.